# Brian Adams (lutador)
Brian Keith Adams (Kailua, 14 de abril de 1964 - Tampa, 13 de agosto de 2007), foi um lutador de wrestling profissional estadunidense. Adams adquiriu fama considerável durante sua passagem pela World Wrestling Federation (WWF), sob o nome no ringue Crush, e na World Championship Wrestling (WCW) como Brian Adams.
Em 13 de agosto de 2007, Adam foi encontrado morto, aos 43 anos, vítima de uma overdose de analgésicose

## Títulos e prêmios
- All Japan Pro Wrestling
  - AJPW Unified World Tag Team Championship (1 vez) – com Bryan Clark

- Pacific Northwest Wrestling
  - NWA Pacific Northwest Heavyweight Championship (2 vezes)
  - NWA Pacific Northwest Tag Team Championship (2 vezes) – com The Grappler (1) e Steve Doll (1)

- Pro Wrestling Illustrated
  - PWI o colocou como #59 dos 100 melhores tag teams da história, juntamente com Smash e Ax em 2003[3]

- World Championship Wrestling
  - WCW World Tag Team Championship (2 vezes) – com Bryan Clark

- World Wrestling Federation
  - WWF World Tag Team Championship (1 vez)– com Smash and Ax

- Wrestling Observer Newsletter awards
  - Worst Worked Match of the Year (2001) com Bryan Clark vs. The Undertaker e Kane no Unforgiven
  - Worst Feud of the Year (1997) vs. Los Boricuas
  - Worst Tag Team (2000, 2001) com Bryan Clark